# Caroline Wensink
Caroline Wensink (* 4. August 1984 in Enschede) ist eine niederländische Volleyball-Nationalspielerin.
Caroline Wensink spielte zunächst in ihrem Heimatland bei Dynamo Neede, Longa 59 Lichtenvoorde und ARKE Pollux Oldenzaal. Danach stand sie von 2003 bis 2006 in der Stammformation des Bundesligisten USC Münster, mit dem sie zweimal Deutscher Meister und Pokalsieger wurde. Danach wechselte sie zur Saison 2006/07 zurück in die Niederlande zu Martinus Amstelveen. Anschließend spielte Wensink beim Schweriner SC, dort bat sie jedoch aufgrund von Differenzen mit dem damaligen Trainer Edwin Benne im Januar 2010 um eine vorzeitige Auflösung ihres Vertrags und wechselte nach Italien zu Piacenza. Von 2010 bis 2012 spielte sie in Polen bei Muszynianka Farko Muszyna. Danach wechselte sie nach Aserbaidschan zu Azerrail Baku.
Von 2005 bis 2012 spielte Wensink auch in der niederländischen Nationalmannschaft, mit der sie 2007 in China den World Grand Prix gewann und 2009 in Polen Vizeeuropameisterin wurde.